# Le Navire des filles perdues
Pour plus de détails, voir Fiche technique et Distribution.
Le Navire des filles perdues (La nave delle donne maledette) est un film d'aventures italien réalisé par Raffaello Matarazzo et sorti en 1953.
Le film est librement inspiré du roman Histoire de 130 femmes de Léon Gozlan,.

## Synopsis
Un navire rempli de voleurs, de prostituées et de meurtrières navigue sur l'océan. L'équipage est dirigé d'une main de fer par Fernandez, un homme dur et impitoyable, prêt à réprimer toute rébellion avec cruauté. Amassées dans la cale, une centaine de femmes sont originaires des galères et des bordels portugais. Parmi elles se trouve une jeune fille innocente, Consuelo : incapable de se défendre, elle est la cible de ses compagnes d'infortune qui lui volent couvertures et nourriture. Mais finalement, comprenant la pureté de son âme, elles décident de la protéger.
Sur le même navire, l'avocat Da Silva est passé à la trappe ; c'est un homme dissolu et débauché, qui trouve dans les yeux de Consuelo quelque chose le stimulant pour se racheter à ses yeux et aux yeux du monde. La cousine de Consuelo, Isabella, qui a fait chanter la jeune fille pour qu'elle s'accuse d'infanticide à sa place, navigue également sur le navire : non pas parmi les déportés dans la cale, mais dans la meilleure des cabines, en compagnie d'un vieil homme qu'elle a épousé pour les avantages qu'une telle situation procure.
Lorsqu'Isabella craint d'être découverte, elle n'hésite pas à se jeter dans les bras de Fernandez, le capitaine du navire, et ne fait rien pour empêcher la mort de son mari. Mais lorsqu'elle oblige avec sadisme le capitaine à fouetter Consuelo et Da Silva, qui l'ont publiquement accusée, les cris de la jeune femme déchaînent la rage des condamnés. Ils exterminent leurs ravisseurs, dévastent tout et prennent le contrôle du vaisseau. Le navire reste sans guidage tandis que les femmes savourent leur liberté, pillant la cale, buvant du rhum et s'adonnant à toutes sortes de folies. Un geste de pitié de Consuelo envers sa cousine vaincue et la prière désespérée d'une vieille cuisinière apporteront la justice divine sur le navire des femmes maudites.

## Fiche technique
- Titre français : Le Navire des filles perdues[3]
- Titre original italien : La nave delle donne maledette[4]
- Réalisateur : Raffaello Matarazzo
- Scénario : Raffaello Matarazzo, Ennio De Concini, Aldo De Benedetti
- Photographie : Aldo Tonti
- Montage : Leo Catozzo
- Musique : Nino Rota
- Décors : Piero Filippone, Mario Chiari
- Costumes : Dario Cecchi
- Production : Alfredo De Laurentiis (it)
- Sociétés de production : Minerva Film
- Pays de production :  Italie
- Langue originale : italien
- Format : Couleur par Gévacolor - 1,37:1 - Son mono - 35 mm
- Durée : 89 minutes
- Genre : film d'aventures
- Dates de sortie :
  - Italie : 15 novembre 1953
  - France : 11 juin 1954[3]

## Distribution
- May Britt : Consuelo Silveris
- Ettore Manni : Paolo Da Silva
- Tania Weber : Isabella Silveris

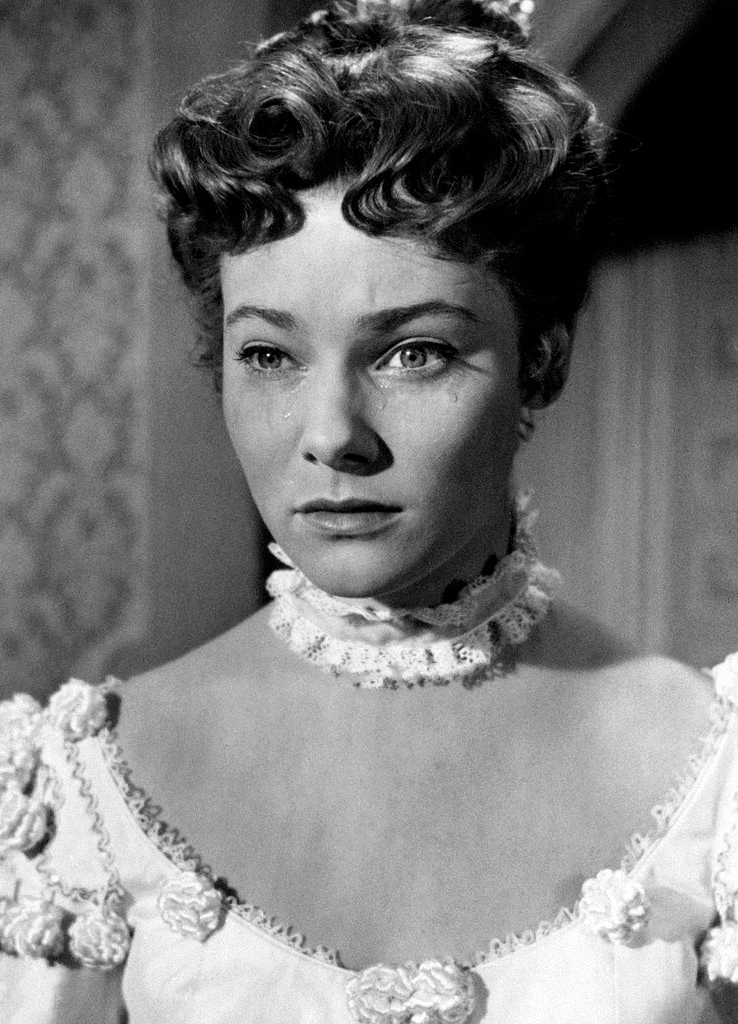
May Britt dans une scène du film.

- Eduardo Ciannelli : Michele McLawrence
- Luigi Tosi : Capitaine Fernandez
- Gualtiero Tumiati : Pietro Silveris
- Olga Solbelli : Anita
- Giorgio Capecchi : Victor McDonald, officier de police
- Romolo Costa : don Manuel De Haviland
- Kerima : Rosario
- Marcella Rovena : Nora
- Elvy Lissiak : Carmen
- Ignazio Balsamo : Duràn, le maître d'équipage
- Attilio Dottesio : avocat de l'accusation
- Mario Passante : président du tribunal
- Augusto Di Giovanni : officier qui refuse de tirer
- Fedele Gentile : marin amant de Carmen
- Eduardo De Santis : marin courageux
- Flo Sandon's : déportée chantant « Malasierra »
- Patrizia Lari : déportée qui aime fouetter Isabella
- Anna Arena : déportée agressive
- Giovanna Ralli : jeune déportée
- Maria Dominiani : déportée